# Каргі (Росія)
Ка́ргі (рос. Карги) — село у складі Ачитського міського округу Свердловської області.
Населення — 428 осіб (2010, 565 у 2002).
Національний склад станом на 2002 рік: росіяни — 96 %.